# カルギリク駅
カルギリク駅は、 中華人民共和国 新疆ウイグル自治区 カシュガル地区 カルギリク県にある喀和線の駅で、2011年6月20日から開業し、ウルムチ鉄道局である。  

## 駅周辺
- 中国郵便貯金銀行　孟咯特路支店
- カルギリク県腾达貿易センター
- カルギリク県烈士墓地
- チャスミチティタウンシップガバメント
- 新藏高速道路（G219） の出発点

## 歴史
- 2010年に構築されました。

## 隣の駅
中国国鉄
喀和線
ポスカム駅　-　カルギリク駅　-　闊什駅

## 参考資料
1. ↑  中华人民共和国铁道部 (2011). “铁运电〔2011〕83号 关于喀和线开办客货运输试运营有关事项的通知”. 铁路客货运输专刊 (北京: 中国铁道出版社) (3):  37-40.
2. ↑  “喀什车务段概况”.  中国铁路总公司. 2017年7月22日閲覧。
3. ↑  叶城火车站介绍